# Сыма Чжао
Сыма Чжао (кит. трад. 司馬昭, 211-265) — военачальник и регент царства Вэй эпохи Троецарствия в Китае.
Сыма Чжао удержал контроль над царством Вэй, захваченный его отцом Сыма И и сохраненный его старшим братом Сыма Ши. Он также создал княжество Цзинь, что стало предпоследним шагом к узурпации трона, хотя сам так и не провозгласил себя императором. Воспользовавшись слабостью Шу Хань, он напал на это государство, вынудив людей Шу сдаться. Военная репутация Сыма Чжао способствовала свержению правителя царства Вэй его сыном Сыма Янем, который основал империю Цзинь. Сыма Янь посмертно почтил его императорским титулом с именем Вэнь-ди (晉文帝) и храмовым именем Тайцзу (太祖).
В китайском языке существует идиома: «Каждый прохожий знает, что на уме у Сыма Чжао» (кит. 司马昭之心, 路人皆知), образное выражение, означающее, что амбиции слишком явные и всем известные. Оно происходит из главы «Жизнеописание Гаогуй сянгуна» (кит. 高贵乡公传, Гаогуй сянгун — титул Цао Мао) в «книге Вэй» (кит. 魏书) хроник «Сань-го чжи», где со ссылкой на трактат «Вёсны и Осени династий Хань и Цзинь» (кит. 汉晋春秋) повествуется, как во времена императорской власти Цао Мао в царстве Вэй, Сыма Чжао замыслил захватить его трон. Тогда Цао Мао в неистовстве и сказал очень похожую фразу министру, которым являлся Сыма Чжао (кит. 司马昭之心，路人所知也). 

## Карьера до 255 года
Сыма Чжао родился в 211 году. Он был вторым сыном Сыма И и Чжан Чуньхуа (張春華). Поскольку его отец занимал высокую должность в царстве Вэй, сам Сыма Чжао довольно быстро поднялся по служебной лестнице. За победу отца над военачальником Гунсунь Юанем в 238 году он получил титул хоу.
Неясно, участвовал ли Сыма Чжао в государственном перевороте против регента Цао Шуана (249 год). Согласно Цзиньшу, Сыма И и Сыма Ши до последней минуты не раскрывали ему план.  Другие историки полагали, что Сыма Чжао был тесно вовлечен в разработку плана. После успешного переворота его отец стал регентом, и он сам получил важное назначение. Когда Сыма И подавлял восстание Ван Лина, Сыма Чжао служил заместителем командующего (251 год). В течение следующих нескольких лет он участвовал в командовании войск, которые отражали вторжения вооруженных сил Цзян Вэя, генерала Шу Хань.
В 254 году во время пребывания Сыма Чжао в столице Лояне, советники императора Цао Фана предложили внезапно убить Сыма Чжао, чтобы захватить его войска, а затем использовать их против Сыма Ши. Цао Фан, опасаясь, бездействовал, но заговор все же раскрыли. Сыма Чжао помог брату в низложении императора и замене его на Цао Mao. Вследствие этого в 255 году восстали генералы Уцю Цюань и Вэнь Цинь, но потерпели поражение от Сыма Ши.
Однако у Сыма Ши была серьёзная болезнь глаза, которая ухудшилась во время кампании, и он умер спустя менее месяца. Во время его смерти Сыма Чжао находился с ним в Сюйчане (современный Сюйчан, Хэнань).  14-летний император Цао Мао предпринял попытку восстановить императорскую власть. Он издал указ, в котором объяснялось, что Сыма Ши только что подавил восстание Уцю Цюаня и Вэнь Циня и что юго-восточная часть империи все ещё не полностью умиротворена. Поэтому Сыма Чжао приказывалось остаться в Сюйчане,  а помощник Сыма Ши, Фу Цзя, должен вернуться в Лоян с основными войсками. Однако по совету Фу Цзя и Чжун Хуэя, несмотря на указ Сыма Чжао возвратился в Лоян и сумел сохранить контроль над правительством. С этого момента он не позволял самоуправство Цао Мао и вдовствующей императрице Го.

## Как обладающий верховной властью

### Укрепление власти
В течение следующих нескольких лет Сыма Чжао ещё больше укрепил власть, оставив императору и вдовствующей императрице небольшие возможности. В дальнейшем он совершил ряд мероприятий, которые можно рассматривать как ускорение процесса узурпации трона царства Вэй. В 256 году он заставил императора предоставить ему привилегию ношения императорских халатов, корон и обуви. Затем он проверил воды с помощью близких советников, намекающих всем имперским генералам относительно его намерений. В 257 году Сыма Чжао послал Цзя Чуна, чтобы прощупать намерения Чжугэ Даня. Чжугэ сделал строгий выговор Цзя Чуну, сподвигнувший Сыма Чжао вызвать Чжугэ Даня назад в столицу под видом повышения. Чжугэ Дань отказался и начал восстание, предавшись Восточному У, чтобы защитить себя. Сыма Чжао быстро дошёл до крепости Чжугэ Даня Шоучунь (壽春, в современном Луане, Аньхой) и окружил её. В конце концов в 258 году после потери надежды на помощь Восточного У, город был взят. Чжугэ Дань был казнён вместе со всей его семьей. В результате в течение следующих нескольких лет после смерти Чжугэ Даня не было никого, кто посмел бы выступить против Сыма Чжао. В 258 году он вынудил императора предложить ему Девять Наград, — шаг, приблизивший его к захвату трона, - и затем публично отказался от них.

### Смерть Цао Мао и полный контроль правительства царства Вэй
В 260 году Сыма Чжао снова вынудил Цао Mao издать указ, предоставляющий Сыма Чжао Девять Наград, от которых тот вновь отказался. Это вывело Цао Мао из себя. Он собрал своих сторонников Ван Чэня (王沈), Ван Цзина (王經) и Ван Е. Цао Мао объявил им, что несмотря на небольшие шансы на успех, он собирается действовать против Сыма Чжао. Цао Мао возглавил императорскую стражу, вооружился мечом и направился к особняку Сыма Чжао. Брат Сыма Чжао, Сыма Чжоу пытался сопротивляться, но после того, как слуги Цао Мао громко закричали, охрана Сыма Чжоу убежала. После этого прибыл Цзя Чун и преградил путь императорской страже. Цао Мао лично принимал участие в сражении. Войска Цзя Чуна, не осмеливаясь нападать на императора, также отступили. Один из офицеров под командованием Цзя Чуна, Чэн Цзи (成濟), после вопроса Цзя Чуна о том, что же делать, ответил ему, что несмотря на последствия надо защищать власть семьи Сыма, взял копье и убил им Цао Мао.
После смерти Цао Мао, общественное мнение призывало казнить Цзя Чуна. Но сперва Сыма Чжао заставил вдовствующую императрицу Го посмертно понизить Цао Мао до статуса простолюдина и похоронить без почестей. Затем он казнил Ван Цзина с семьей. На следующий день, после просьб его дяди Сыма Фу, Сыма Чжао издал распоряжение от имени императрицы, по которому Цао Мао был понижен до гуна, но похоронен с церемониями, соответствующими имперскому вану. После этого Сыма Чжао вызвал в столицу Цао Хуаня, гуна Чандаосяна, внука Цао Цао, чтобы сделать его императором. К этому времени мнение вдовствующей императрицы уже ничего не значило. Девятнадцать дней спустя Сыма Чжао публично обвинил в измене Чэн Цзи и его братьев. Чтобы успокоить общественность и уберечь Цзя Чуна, он повелел казнить их с семьями. Даже после смерти императора никто не осмелился выступить против Сыма Чжао, поскольку он эффектно поставил точку на значении императорской власти.

### Завоевание Шу Хань
В 262 году, раздраженный постоянными пограничными нападениями войск Шу, Сыма Чжао подумывал о найме убийц для ликвидации Цзян Вэя. Этот план был отклонен двумя его советниками, Чжун Хуэем и Сюнь Сю (荀勗). Они считали, что Цзян Вэй изнурил свои войска, и что сейчас подходящее время для уничтожения государства Шу Хань. Сыма Чжао поручил командовать силами вторжения Чжун Хуэю и Дэн Аю (хотя Дэн Ай изначально был против кампании). Они вышли в поход весной 263 года.
Чжун Хуэй и Дэн Ай столкнулись со слабым сопротивлением войск Шу Хань, стратегия которых состояла в том, чтобы завлечь силы царства Вэй, а затем окружить их. Эта стратегия привела к обратным результатам, поскольку войска царства Вэй прошли мимо пограничных городов Шу Хань намного быстрее чем ожидалось и с ходу взяли важный перевал Янъань (陽安關, в современном Ханьчжуне, Шэньси). Тем не менее, Цзян Вэй смог перегруппироваться и преградить Вэй пути к дальнейшему наступлению, до тех пор пока Дэн Ай не повел свои войска по ненадежному горному перевалу. Спустившись к Цзянъю и победив Чжугэ Чжаня, он повел войска прямо на столицу Шу — Чэнду. Пораженный быстрым наступлением Дэн Ая, император Хань Лю Шань посчитал, что Цзян Вэй не успел бы достаточно быстро вернуться для защиты столицы, и сдался царству Вэй. В свете успехов, Сыма Чжао заставил императора Цао Хуаня даровать ему титул Цзиньского гуна и принял Девять Наград.
Однако, вскоре после падения Шу возникли новые волнения. Дэн Ай, гордясь своими подвигами, в переписке с Сыма Чжао стал вести себя высокомерно и тем самым навлек на себя подозрения. Чжун Хуэй, самостоятельно планирующий восстание, подделывал письма, которые настолько усугубили отношения Сыма Чжао и Дэн Ая, что их нельзя было исправить. Сыма Чжао приказал арестовать Дэн Ая. Чжун Хуэй, захватив войска Дэн Ая, объединил их со своими, а затем вместе с Цзян Вэем в качестве помощника (на самом деле Цзян Вэй хотел убить Чжун Хуэя и восстанавить Шу Хань) объявил восстание (264 год). Однако войска подняли мятеж и убили и Чжун Хуэя, и Цзян Вэя.

### Смерть
После поражения восстания Чжун Хуэя Сыма Чжао получил титул Цзинь-вана — это стало предпоследним шагом к узурпации. Он начал изменять законы и систему государственной службы, чтобы они были такими, какими он хотел бы их видеть в собственной империи. Он продолжал просить мир с Восточным У, чтобы предотвратить осложнения при запланированном захвате трона.
В конце того же года Сыма Чжао обдумывал, кого сделать своим наследником. Он хотел предложить своего талантливого младшего сына Сыма Ю (который был также приемным сыном Сыма Ши, потому что тот не имел собственных сыновей). Поскольку Сыма Ши много сделал для достижения и удержания власти у семьи Сыма, наследование должно вернуться к его сыну. Однако большинство советников Сыма Чжао рекомендовали сделать наследником его старшего сына Сыма Яня, что в итоге и произошло.
Сыма Чжао умер до принятия императорской власти, но был похоронен с почестями, подобающими императору (осень 265 года). Четыре месяца спустя Сыма Янь заставил Цао Хуаня отречься от престола в его пользу и основал династию Цзинь. После этого он посмертно чтил Сыма Чжао как императора Вэнь-ди.

## Семья
- Отец: Сыма И

- Мать: Чжан Чуньхуа

- Жена: Ван Юаньцзи

- Дети:
  - Сыма Янь, основавший империю Цзинь
  - Сыма Ю, Циский Сянь-ван, продолживший фамильную линию Сыма Ши
  - Сыма Чжао (司馬兆), умерший в возрасте 10 лет, посмертно получил титул Чэнъянский Ай-ван
  - Сыма Динго (司馬定國), умерший в возрасте 3 лет, посмертно получил титул Ляодунский Даохуэй-ван
  - Сыма Гуанде (司馬廣德), умерший в возрасте 2 лет, посмертно получил титул Гуанханьский Шан-ван
  - Сыма Цзянь (司馬鑒), в 265 году получил титул Леаньский Пин-ван, умер в 297
  - Сыма Цзи (司馬機), в 265 году получил титул Янь-ван
  - Сыма Юнчжо (司馬永祚), ван Лепина
  - Сыма Яньчжо (司馬延祚), ван Лиана, продолживший фамильную линию Сыма Туна(司馬彤)
  - принцесса Цзинчжао (京兆長公主), личное имя неизвестно